# Heinz Strauch
Heinz Strauch (* 1. Januar 1939 in Streidelsdorf, Kreis Freystadt i. Niederschles.) ist ein ehemaliger deutscher Handballspieler und Handballtrainer.

## Sportliche Karriere
Heinz Strauch war Spieler beim SC Empor Rostock und holte in der Saison 1967/1968 den Meistertitel der DDR-Oberliga.

## Trainer
Strauch durchlief an der Deutschen Hochschule für Körperkultur eine Trainerausbildung. Als Cheftrainer des SC Empor führte er die Rostocker Herrenmannschaft 1978 zum Gewinn der deutschen Meisterschaft der DDR und 1982 zum Gewinn des Europapokals der Pokalsieger (gegen Dukla Prag) sowie der Europameisterschaft der Vereinsmannschaften (Spiel gegen den Sieger im Europapokal der Landesmeister, Honvéd Budapest). 1979 erreichte Strauch mit Empor die Endspiele im Europapokal der Landesmeister, hier musste man sich dem TV Großwallstadt geschlagen geben. 1981 unterlag mit den Rostockern im Endspiel des Europapokals der Pokalsieger dem TuS Nettelstedt.
Strauch war Cheftrainer der Frauen-Handballnationalmannschaft der DDR und betreute diese in 55 Länderspielen. Bei der Weltmeisterschaft 1990 siegte im Dezember 1990 die ostdeutsche Auswahl unter Trainer Strauch im Spiel um den dritten Platz gegen die westdeutsche Auswahl mit 25:19. Strauch hatte bei der WM auf mehrere Leistungsträgerinnen verzichten müssen, die nach Westdeutschland gewechselt waren. Nach der Vereinigung der beiden deutschen Staaten war Strauch Trainer der gesamtdeutschen Frauen-Handballnationalmannschaft, die unter seiner Leitung 44 Länderspiele bestritt. Die Zusammenstellung des gesamtdeutschen Aufgebots aus DDR- und BRD-Spielerinnen kurz nach der Zusammenführung der beiden Auswahlen empfand Strauch als Bundestrainer rückblickend als seine „schwierigste Aufgabe“. Bei den Olympischen Sommerspielen 1992 erreichte Strauch mit der deutschen Auswahl den vierten Platz. Nach dem Abschied als Bundestrainer war Strauch als Trainer bei BSV Stahl Brandenburg, Dessauer SV ZAB und SV Post Schwerin tätig. Er arbeitete des Weiteren als Vereinssportlehrer in Bützow, 2001 ging er in den Ruhestand.

## Privates
Strauch ist gelernter Finanzkaufmann. Seine Ehefrau Brigitte war DDR-Nationaltorhüterin. Tochter Katrin Strauch sowie die Söhne Stefan Strauch und Tilo Strauch spielten ebenfalls Handball.